# Rockwell X-30
Rockwell X-30 byl návrhem amerického raketoplánu NASP (National Spaceplane) startujícího bez přídavných raket a nádrží. Projekt byl zrušen roku 1993 ještě před dokončením prvního prototypu.

## Specifikace
Technické údaje:
- Délka: 95,7 m
- Šířka: 15,8 m
- Minimální hmotnost: 59 874 kg
- Maximální hmotnost: 136 078 kg
- Pohon: 1 × Scramjet, tah 1400 kN

Výkony:
Maximální rychlost: 37 000 km/h (Mach 30)

## Podobná letadla
- NASA X-43
- Tupolev Tu-2000
- HOTOL